# Centro Scorpione
Il Centro Scorpione è stato una sede militare, logistico-operativa, situata nella periferia di Trapani e utilizzata dal Sismi, i servizi segreti militari italiani.

## Storia
È stata attivata nel 1987 dalla settima divisione del Servizio per le informazioni e la sicurezza militare, e sarebbe stata utilizzata per l'Organizzazione Gladio, sciolta nel 1990. Era uno dei cinque centri del "CAS" (Centro d'addestramento speciale), sede di operazioni militari. La sede ha ricevuto armi dalla Società OTO Melara di La Spezia, controllata da Finmeccanica. La base disponeva di un aerodromo presso San Vito Lo Capo e di una pista a Kinisia, dove venivano effettuate esercitazioni. Primo comandante fu il colonnello dell'esercito Paolo Fornero. Tra i compiti anche quello di collaborare con l'Alto commissariato antimafia.
Fu chiusa alla fine del 1989.
Uno degli addetti del Centro Scorpione, il maresciallo Vincenzo Li Causi, che faceva parte degli OSSI, gli operatori speciali del Servizio Informazioni, fu poi attivo anche in Somalia agli inizi degli anni '90, dove aveva conosciuto Ilaria Alpi ed era diventato suo informatore e dove morì in uno scontro a fuoco. Il Centro Scorpione è stato al centro dell'attenzione della magistratura, anche per il reato di traffico di armi, perché i servizi segreti che vi operavano avrebbero svolto operazioni militari in Nord Africa, in Somalia ed in Albania.